# Diocesi di Arsamosata
La diocesi di Arsamosata (in latino Dioecesis Arsamosatena) è una sede soppressa e sede titolare della Chiesa cattolica.

## Storia
Arsamosata, nei pressi di Harput nell'odierna Turchia, è un'antica sede episcopale della provincia romana della Mesopotamia nella diocesi civile d'Oriente. Faceva parte del patriarcato di Antiochia ed era suffraganea dell'arcidiocesi di Amida, come attestato da una Notitia episcopatuum del VI secolo.
Nella prima fase della storia di questa diocesi sono noti solo tre vescovi. Aronne venne deposto nel 518 per la sua adesione al partito severiano monofisita e fu espulso per ordine dell'imperatore Giustino I. Giorgio è menzionato nel 575 circa in un sinodo di vescovi, mentre Abramo appare negli scritti di Giovanni da Efeso.
Con la conquista araba del VII secolo la diocesi bizantina scomparve, mentre divenne sede di episcopati della Chiesa armena e giacobita. La sede bizantina ricompare nelle Notitiae episcopatuum del X secolo, epoca in cui la regione fu riconquistata dai Bizantini ed organizzata in themata. Contestualmente perciò venne ricostituita la sede episcopale, indicata dalle fonti come sede metropolitana: di quest'epoca è noto un solo arcivescovo, Nicola, attestato da un sigillo episcopale, datato alla prima metà dell'XI secolo.
Dal 1933 Arsamosata è annoverata tra le sedi vescovili titolari della Chiesa cattolica; la sede è vacante dall'11 settembre 2021.

## Cronotassi

### Vescovi greci
- Aronne † (? - 518 deposto)
- Giorgio † (menzionato nel 575 circa)
- Abramo † (prima del 588)
- Nicola † (prima metà dell'XI secolo)

### Vescovi titolari
- Etienne Katcho † (22 febbraio 1947 - 28 giugno 1953 deceduto)
- Bernhard Gerhard Hilhorst, C.S.Sp. † (12 dicembre 1953 - 11 agosto 1954 deceduto)
- Laurent Morin † (8 settembre 1955 - 28 febbraio 1959 nominato vescovo di Prince Albert)
- Tomás Roberto Patricio Manning, O.F.M. † (21 aprile 1959 - 30 dicembre 1977 dimesso)
- Robert Saeed Jarjis (22 dicembre 2018 - 11 settembre 2021 nominato eparca di Mar Addai di Toronto)